# Bruttig-Fankel
Bruttig-Fankel è un comune di 1.169 abitanti della Renania-Palatinato, in Germania.
Appartiene al circondario (Landkreis) di Cochem-Zell (targa COC) ed è parte della comunità amministrativa (Verbandsgemeinde) di Cochem.